# North Sydney Cricket Club
North Sydney District Cricket Club är en cricketklubb i Sydney, Australien. The Bears som de också kallas startades 1858, och gick med i Sydney Grade Cricket Competition som grundande medlem 1893, vilket gör dem till en av Sydneys äldsta elitklubbar. 
Klubben spelar sina hemmamatcher på North Sydney Oval sedan den öppnade. Under 1980-talet köpte North Sydney Council några läktare från SCG och flyttade dem dit. 
Bland berömda spelare finns Sir Donald Bradman, Bill O'Reilly, Keith Miller, Stan McCabe, Stuart MacGill, Trevor Chappell och Doug Walters, Sid Barnes, Charles McCartney, Kerry O'Keefe, Phil Marks, Scott Hookey.